# Richard Teichmann
Richard Teichmann foi um enxadrista alemão do século XIX, conhecido como Richard the Fifth por terminar com frequência em quinto lugar nas competições da época. Apesar disso, teve uma convincente vitória em Karlsbad ao derrotar Akiba Rubinstein e Carl Schlechter com a mesma linha da abertura Ruy López. Teichmann também manteve vantagem no número de vitórias sobre Alexander Alekhine (+3-2=2), empatando um match realizado em 1921 quando Alekhine era o desafiante ao título mundial. Entretanto, o desempenho dele contra Emanuel Lasker e Capablanca foi fraco, +0-4=0 e +0-2=1 respectivamente. Contra outros importantes enxadristas da época mantinha condições de igualdade: Carl Schlechter (+4-2=21), Frank Marshall (+7-7=17), Aron Nimzowitsch (+1-1=5), Siegbert Tarrasch (+5-7=2), Akiba Rubinstein (+5-6=11), Geza Maroczy (+1-2=12) e David Janowski (+4-5=4).

## Principais resultados em torneios
| Data | Local              | Colocação | Observações                                                                                  |
| ---- | ------------------ | --------- | -------------------------------------------------------------------------------------------- |
| 1902 | Monte Carlo 1902   | 4         | Vencido por Geza Maroczy, com Harry Pillsbury em segundo e Dawid Janowski em terceiro.       |
| 1911 | Carlsbad 1911      | 1         | Com Akiba Rubinstein em segundo e Carl Schlechter em terceiro.                               |
| 1912 | San Sebastian 1912 | 3         | Vencido por Akiba Rubinstein, com Aron Nimzowitsch em segundo e Siegbert Tarrasch em quarto. |